# جائحة فيروس كورونا في سانت كيتس ونيفيس
توثق هذه المقالة آثار جائحة فيروس كورونا 2019-2020 في سانت كيتس ونيفيس، وقد لا تشمل جميع الاستجابات والإجراءات الرئيسية حتى الآن.

## خلفية
في 12 يناير 2020، أكدت منظمة الصحة العالمية (WHO) أن فيروس تاجي جديد كان سببًا لمرض تنفسي لمجموعة من الأشخاص في مدينة ووهان، مقاطعة خوبي، الصين، والذين كانوا قد لفتوا انتباه منظمة الصحة العالمية في البداية في 31 ديسمبر 2019. تم ربط هذه المجموعة في البداية بسوق هوانان للمأكولات البحرية بالجملة في مدينة ووهان. ومع ذلك، فإن بعض الحالات الأولى التي أظهرت نتائج مختبرية لا صلة لها بالسوق، فمصدر الوباء غير معروف.
على عكس السارس لعام 2003، كانت نسبة إماتة الحالات لـ كوفيد-19  أقل بكثير، لكن انتقال العدوى كان أكبر بكثير، مع إجمالي عدد القتلى. عادة ما يظهر كوفيد-19 في حوالي سبعة أيام بأعراض شبيهة بالإنفلونزا يُظهرها بعض الأشخاص حيث تتطور إلى أعراض الالتهاب الرئوي الفيروسي الذي يتطلب الدخول إلى المستشفى. اعتبارًا من 19 مارس، أصبح كوفيد-19 يُصنف على أنه «مرض معدي عالي الأثر».

## الجدول الزمني

### مارس 2020
في 25 مارس 2020، أصبح رجل يبلغ من العمر 21 عامًا وامرأة تبلغ من العمر 57 عامًا وصلوا إلى الاتحاد من مدينة نيويورك أول حالتين مؤكدتين لـ كوفيد-19. كلاهما من مواطني سانت كيتس ونيفيس.
في يوم السبت 28 مارس 2020، سجلت سانت كيتس ونيفيس خمس حالات إضافية لكوفيد-19 ليصل إجمالي عدد الحالات المؤكدة إلى سبع (7). وصرحت وزيرة الدولة المسؤولة عن الصحة، السيناتور هون ويندي فيبس، في بيان إن «شملت هذه الحالات ثلاث إناث ورجلين جميعهم من مواطني سانت كيتس ونيفيس، الإناث كانت تتراوح أعمارهن بين 10 أشهر و 24 سنة و 36 سنة ، بينما كان المريضان 29 سنة و 39 سنة.» وصرحت بأن جميع الحالات الخمس تتعلق بالسفر «بمعنى أن الحالات تم استيرادها إلى الاتحاد». وصرح وزير الصحة المبتدئ:«لقد اتخذ هذا القرار بناءً على تاريخ سفر المرضى إلى سانت مارتن وأنتيغوا خلال الفترة من 6 إلى 13 مارس 2020».
في يوم الأحد 29 مارس 2020، سجلت سانت كيتس ونيفيس حالة إضافية واحدة من كوفيد-19 ليصل العدد الإجمالي للحالات المؤكدة إلى ثماني (8). وكشفت وزيرة الدولة المسؤولة عن الصحة، السناتور هون ويندي فيبس أن «المريض امرأة تبلغ من العمر 51 عامًا من مواطني سانت كيتس ونيفيس ومقيمة في نيفيس».

### أبريل 2020
(تاريخ لم يتم التحقق منه). الحالة التاسعة. سجلت سانت كيتس ونيفيس حالة إضافية واحدة من كوفيد-19 ورفع العدد الإجمالي للحالات المؤكدة إلى تسع (9). كان المريض مواطنًا من سانت كيتس ونيفيس ومقيمًا في نيفيس "، أبلغ سين فيبس الأمة في 3: ص، م. تحديث. (الثاني في نيفيس) 
يوم السبت 4 أبريل 2020 «سجلت سانت كيتس ونيفيس حالة واحدة (1) إضافية من كوفيد-19. أعلن وزير الصحة الجديد، السيناتور ويندي فيبس، أنه اترفع العدد الإجمالي للحالات المؤكدة إلى 10. كانت المريضة امرأة تبلغ من العمر 66 عامًا وهي من مواطني سانت كيتس ونيفيس، ومقيمة في نيفيس.» 